# Райгородська сільська рада (Новоайдарський район)
| Райгородська сільська рада — орган місцевого самоврядування в Новоайдарському районі Луганської області з адміністративним центром у с. Райгородка. Історична дата утворення: в 1920 році. Водоймища на території, підпорядкованій цій раді: річка Айдар. Сільській раді підпорядковані населені пункти: - с. Райгородка |

## Склад ради
Рада складається з 16 депутатів та голови.

### Керівний склад ради
| ПІБ                             | Основні відомості                                                         | Дата обрання | Дата звільнення |
| ------------------------------- | ------------------------------------------------------------------------- | ------------ | --------------- |
| Сороканіч Олександр Ярославович | Сільський голова, 1963 року народження, освіта, член Партії регіонів      | 26.03.2006   | 31.10.2010      |
| Глазунов Юрій Якович            | Сільський голова, 1952 року народження, освіта вища, член Партії регіонів | 31.10.2010   |                 |

Примітка: таблиця складена за даними джерела